# Denticerus tricolor
Denticerus tricolor är en skalbaggsart som först beskrevs av Guérin-Méneville 1840.  Denticerus tricolor ingår i släktet Denticerus och familjen långhorningar.
Artens utbredningsområde är Senegal. Inga underarter finns listade i Catalogue of Life.